# Айдінлу
Айдінлу (перс. آیدینلو) — село в Ірані, входить до складу дехестану Бакешлучай у Центральному бахші шахрестану Урмія провінції Західний Азербайджан.